# 有肺類
有肺類（ゆうはいるい）は、軟体動物腹足綱の1グループである。有肺上目または有肺目とされることもある。
ほとんどが陸生で、陸生軟体動物グループのうち最も種数が多い。貝殻を持つカタツムリと貝殻を失ったナメクジが含まれる。

## 特徴
種数ではほとんどが陸生である。ただし、原始的なグループには海生（主に干潟や潮間帯など）・淡水生・あるいは汽水生のものが多く、完全に陸生化した系統は限られている。
伸縮する触角があり、目はその基部または先端にある（先端に目がある触角は眼柄とも呼ばれる）。
外套腔が呼吸のための肺嚢となっている。有肺類の学名はラテン語で「肺」を意味する pulmo に由来する。
神経系が発達し、前脳がある。
他の陸生貝類と違い、殻口に蓋がない（ウミマイマイ科を除く）。水分を失うのを防ぐため、休眠時にはエピフラム epiphragm という粘膜で殻口を閉じる。

## 分類
Bouchet & Rocroi (2005) を基本とし（ただし Informal Group は除く）、他の情報を補足する。
有肺類は古くは腹足類の3グループの1つ（他の2つは前鰓類と後鰓類）だったが、腹足類の分類体系の再編により、腹足類の中の異鰓類の3グループの1つ（他の2つは異旋類と後鰓類）になった。しかしそれらも新たな再編を迎えており、現在の分類は安定していない。
有肺類には4つの単系統が確認されている。
- フタマイマイ上科 Amphiboloidea
- カラマツガイ上科 Siphonarioidea
- 水棲類 Hygrophila
- 真正有肺類 Eupulmonata
  - ユキカラマツガイ上科 Trimusculidae
  - オカミミガイ上科 Ellobidea
  - オティナ上科 Otinoidea
  - 収眼類 Systellommatophora (裸形類 Gymnomorpha)しゅうがんるい。
  - 柄眼類 Stylommatophora (Geophila)へいがんるい。
    - 板顎類 Elasmognatha
    - 直輸尿管類 Orthurethra

しかしこの4系統間の類縁関係は、これらを合わせた有肺類が単系統かどうかも含め不明である。真正有肺類以外の3系統は基眼類 Basommatophora にまとめられるが、今では便宜的な措置にすぎない。基眼類は海生か淡水生が多く、古くは海生の原始有肺目 Archaeopulmonata と淡水生の肺鰓目 Branchiopulmonata に分けられていた。フタマイマイ上科とカラマツガイ上科を Thalassophila とすることもある。
真正有肺類はこれらのうち最大の系統で、さらに5つの系統に分かれる。ただしそのうちオカミミガイ上科は単系統性でない可能性がある。互いの類縁関係はほとんどわかっていないが、柄眼類が最初に分岐した可能性が高い。オティナ上科とオカミミガイ上科を合わせて海棲類 Actophila とする説もある。
収眼類はほとんどの種が殻を失い、ナメクジ状になっている。
柄眼類は有肺類の約95%を含む大きな単系統である。全てが陸生で、水の少ない環境に比較的適応している。大触角・小触角の2対の触角があり（柄眼類以外は1対）、大触角の先に目がある。伝統的には輸尿管の配置により板顎類・直輸尿管類・曲輸尿管類 Sigmurethra の3つに分けられてきたが、曲輸尿管類はおそらく単系統ではない（図には示していない）。
分類階級を割り当てる場合は、基眼目・収眼目・柄眼目を置くか、基眼目・真正有肺目を置くか、古い分類では有肺目のみを置く。分類によっては目に属さない上科が残る。